# Old Jewry Meeting-house
La Old Jewry Meeting-house est une maison d'assemblée pour une congrégation presbytérienne anglaise construite vers 1701 dans le Old Jewry (en), une petite rue au centre de la ville de Londres.
Son premier ministre fut John Shower. En 1808, de nouveaux locaux ont été construits Jewin Street.

## Historique
En 1672, Edmund Calamy the Younger (en), un ministre expulsé, rassemble une congrégation à Curriers' Hall. Après sa mort, en 1685, la congrégation déménage à Jewin Street en 1692 et, se développant sous John Shower, fait bâtir une maison d'assemblée dans Old Jewry. Cette structure, ouverte vers 1701, donne son nom à la congrégation pendant plus d'un siècle.
La maison d'assemblée est reconstruite en 1808 Jewin Street, pratiquement en face du lieu qu'elle avait occupé entre 1692 et 1701, Abraham Rees en est alors le ministre.
L'ancienne maison en brique est démolie pour faire place à une banque conçue par John Soane.
Le déclin de la congrégation provoque la fermeture de la Old Jewry Chapel en 1840 qui est démolie en 1846 puis reconstruite l'année suivante dans un style gothique.